# 豊田市立梅坪台中学校
豊田市立梅坪台中学校（とよたしりつ うめつぼだいちゅうがっこう）は、愛知県豊田市西山町一丁目にある公立中学校。

## 歴史

### 沿革
- 1981年（昭和56年） - 開校。
- 2016年（平成28年）4月 - 梅坪台中学校の生徒数の増加に伴って。梅坪台中学校から豊田市立浄水中学校が分離開校した。

### 生徒数の変遷
『愛知県小中学校誌』（1998年）によると、生徒数の変遷は以下の通りである。
| 1981年（昭和56年） | 508人 |  |
| 1987年（昭和62年） | 858人 |  |
| 1997年（平成9年）  | 443人 |  |

## 通学区域
以下の小学校区。
- 豊田市立梅坪小学校

## 周辺
- 豊田工業高等専門学校
- 豊田市立梅坪小学校
- 名鉄豊田線 上豊田駅
- 名鉄三河線 梅坪駅
- 愛知環状鉄道・愛知環状鉄道線 愛環梅坪駅
- 国道419号（豊田南北線）

## 著名な出身者
- 山内壮馬 - プロ野球選手（投手）
- 安藤智哉 - サッカー選手